# The Outwords Archive
The Outwords Archive (OUTWORDS) é uma organização sem fins lucrativos com sede em Los Angeles. Ele grava e arquiva entrevistas diante das câmeras com idosos da comunidade LGBTQ+ em todos os Estados Unidos.

## História
Inspirado no Shoah Foundation’s Visual History Archive com entrevistas com testemunhas e sobreviventes do Holocausto, o produtor de documentários e filmes Mason Funk fundou a OUTWORDS em 2016. Entrevistas de meio dia são conduzidas em vídeo digital de alta definição por equipes de filmagem, principalmente nas casas dos entrevistados. assuntos. Os entrevistados incluíram lésbicas, gays, bissexuais, transgéneros e intersexuais, bem como representantes de várias subcomunidades da comunidade LGBTQ, incluindo drag queens, leather daddies, lésbicas separatistas e aliados. A maioria dos entrevistados tem mais de 70 anos.
Em maio de 2018, OUTWORDS recebeu o Creator Award na categoria Community Giver da empresa de coworking WeWork. Em maio de 2019, a HarperCollins publicou a primeira compilação de entrevistas OUTWORDS, intitulada The Book of Pride, para comemorar o 50º aniversário dos motins de Stonewall. Ao mesmo tempo, OUTWORDS lançou uma plataforma digital pesquisável que disponibiliza entrevistas em vídeo e fotos históricas gratuitamente ao público.

## Entrevistas
Em agosto de 2023, OUTWORDS gravou histórias orais diante das câmeras com mais de 300 idosos LGBTQIA2S+ em 40 estados. Os entrevistados incluíram:
- Daayiee Abdullah – imã assumidamente gay
- Roy Ashburn – ex-político anti-LGBT
- Eden Atwood – ativista intersexo, cantora de jazz
- Arlene Voski Avakian – acadêmica armênio-americana
- Don Bachardy – retratista, parceiro de longa data de Christopher Isherwood
- Bruce Bastian – pioneiro da tecnologia
- Brett Bigham – Professor do Ano do Estado de Oregon em 2014
- Sharon Bridgforth – escritora, artista de jazz teatral
- David Bohnett – fundador da GeoCities, filantropo
- Cidny Bullens – cantora e compositora transgênero
- David Edward Byrd – artista gráfico, ilustrador
- Grethe Cammermeyer – coronel aposentado, ativista DADT
- Mandy Carter – organizadora dos direitos civis
- Karen Clark – política lésbica de longa data em Minnesota
- Sharon Day – líder ojíbua, ativista nativo americano
- Rochelle Diamond – bióloga pesquisadora, cátedra emérita Out to Innovate
- Martin Duberman – dramaturgo, historiador, ativista
- Elana Dykewomon – ativista lésbica, autora, professora
- Denise Eger – primeira líder LGBT da Central Conference of American Rabbis
- Sokari Ekine – ativista nigeriano, autor, blogueiro
- Beth Elliott – cantora folk lésbica transgênero
- L. Frank – Tongva- artista Ajachmem
- Chris Freeman & Jon Ginoli – músicos que formaram a Pansy Division
- Kenny Fries – ativista da deficiência, memorialista, poeta
- Phyllis Randolph Frye – primeira juíza abertamente transgênero nos EUA
- Jewelle Gomez – autora, ex-presidente da Comissão de Bibliotecas de São Francisco
- Jamison Green – ex-presidente da WPATH
- Beverly Greene – psicóloga clínica, acadêmica, autora
- Susan Griffin – ativista ecofeminista, ensaísta, dramaturga
- Miss Major Griffin-Gracy – ativista transgênero
- Dean Hamer – geneticista, pesquisador do 'gene gay'
- Monica Helms – criadora da Bandeira do Orgulho Transgênero
- Ray Hill – organizador, apresentador de rádio
- Alice Y. Hom – ativista da comunidade asiático-americana, autora
- Karla Jay – autora, ativista
- Lorri Jean – CEO do Los Angeles LGBT Center
- Janetta Johnson – diretora executiva do TGI Justice Project
- Lani Ka'ahumanu – pioneira e autora bissexual
- Rupert Kinnard – criador da primeira história em quadrinhos lésbica/gay afro-americana
- Kay Lahusen – fotojornalista pioneira
- Dick Leitsch – ex-presidente da Mattachine Society
- Yoseñio V. Lewis – ativista transgênero da saúde
- David Mixner – organizador dos direitos civis, dramaturgo
- Nancy Nangeroni – ativista transgênero, fundadora da GenderTalk Radio
- Holly Near – cantora e compositora, atriz, professora, ativista
- Diana Nyad – nadadora em mar aberto
- Robyn Ochs – pioneira e educadora bissexual
- Torie Osborn – organizadora comunitária, ativista política
- Shanna Peeples – National Teacher of the Year 2015
- Troy Perry – fundador da Metropolitan Community Church
- K.C. Potter – administrador acadêmico, liderou grupo LGBTQ+ em Vanderbilt
- Jennifer Pritzker – investidora, filantropa, fundadora de museu militar
- Margaret Randall – escritora, fotógrafa, acadêmica
- Joan Roughgarden – ecologista, bióloga evolucionista
- Donna Sachet – drag performer, ativista
- Alex Sanchez – autor de livros LGBTQ+ para adultos e adolescentes
- Diane Sands – senadora do estado de Montana
- Mark Segal – jornalista, fundador do National Gay Newspaper Guild
- Ruth Shack – patrocinadora da Portaria de Direitos Humanos do Dade County de 1977
- Charles Silverstein – ativista de saúde mental, autor
- Alan M. Steinman – almirante aposentado, ativista DADT
- Susan Stryker – acadêmica transgênero, cineasta, autora
- Jewel Thais-Williams – proprietária de boate em Los Angeles
- Jim Toy – ativista do campus universitário
- Jean-Nickolaus Tretter – Historiador LGBTQ+
- Kitty Tsui – poetisa, autora e fisiculturista sino-americana
- Carmen Vázquez – ativista da saúde
- Bruce Vilanch – comediante vencedor do Emmy
- Del LaGrace Volcano – artista, performer, ativista intersex
- Phill Wilson – fundador do Black AIDS Institute
- Evan Wolfson – ativista pela igualdade no casamento
- Mia Yamamoto – advogada, ativista transgênero

## Publicações
- The Book of Pride: LGBTQ Heroes Who Changed the World, (HarperCollins, Maio de 2019), ISBN 978-0-0625-7170-0